# یواس‌اس هویست (ای‌آراس-۴۰)
یواس‌اس هویست (ای‌آراس-۴۰) (به انگلیسی: USS Hoist (ARS-40)) یک کشتی بود که طول آن ۲۱۳ فوت ۶ اینچ (۶۵٫۰۷ متر) بود. این کشتی در سال ۱۹۴۵ ساخته شد.